# Непоштові марки України
Непоштові марки України — марки, що випускалися головним чином у XX столітті різними українськими організаціями (як радянськими, так і нерадянськими та антирадянськими) і не є знаками поштової оплати.

## Опис
Непоштові марки України, як і інші подібні марки, є предметом особливої галузі колекціонування — ерінофілії. Служили для збирання коштів на ті чи інші цілі, а також для української пропаганди. Іноді ці марки гасили спеціальними штемпелями.
На сьогоднішній день було каталогізовано близько 2000 екземплярів різних непоштових українських марок, наклейок, блоків, зчіпок та інших поштових канцтоварів.

## Випуски уряду УНР у вигнанні
Уряд Української Народної Республіки (УНР) у вигнанні в Мюнхені продовжував випускати марки наприкінці 1940-х — на початку 1950-х років (у 1930-х роках вийшло також кілька випусків у Варшаві) і закликав українських емігрантів додатково оплачувати внутрішню українську корреспонденцію. Керував поштовим відділом та відповідав за випуск марок Юліан Максимчук, який займався також у другій половині XX століття каталогізацією українських офіційних та неофіційних випусків, а також марок із українською тематикою.

## Табірна пошта
Табірні пошти обслуговували українські табори для переміщених осіб у Німеччині у 1947–1950 роках та табір полонених солдатів 1-ї Української дивізії Української національної армії у Ріміні (Італія) у 1946–1947 роках. Ці табори випускали власні марки та цілісні речі, гасили їх своїми штемпелями та здійснювали таким чином поштову службу. Табірна пошта діяла у наступних таборах:
- Регенсбург (садиба Гангофер) — 36 випусків, з 30 червня 1947 року;
- Байройт (казарми Леопольда) — 12 випусків, з 12 грудня 1948 року;
- Новий Ульм (казарми Людендорфа) — 22 випуски з наддруком, з 7 вересня 1949 року;
- Ульм-на-Дунаї (казарми Седан) — 4 випуски з наддруком, з 1 травня 1950 року;
- Ріміні — 28 марок і блок, 12 листівок, з номіналом за шаги, гривні або ліри і два штемпелі, з 19 серпня 1946 по червень 1947 року.[1]

Випуски українських таборових пошт
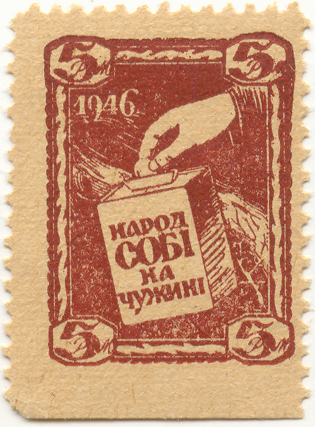
Марка 1946 року з надписом «Народ собі на чужині»
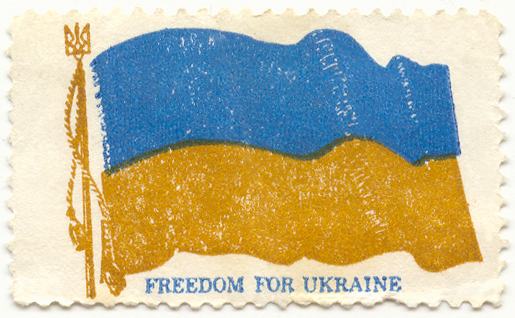
Прапор України з надписом англ. «Freedom for Ukraine» («Свободу Україні»)
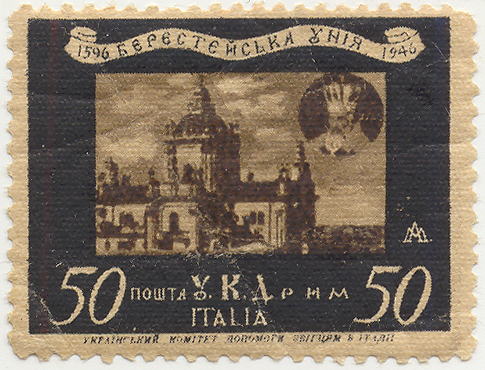
Український допомоговий комітет у Римі (Рим, 1946): 350 років Брестській унії

## Підпільна пошта України

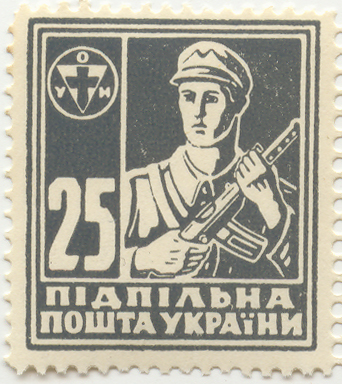
Марка Підпільної пошти України, присвячена ОУН (1951)

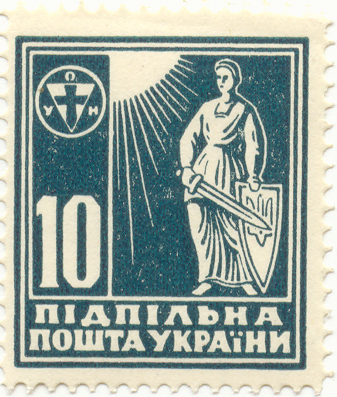
Марка Підпільної пошти України: алегорія України з мечем (1951)

Підпільна пошта України (укр. Підпільна Пошта України — ППУ) служила пропагандистським цілям, випускаючи непоштові марки, які наклеювалися на листи поряд із державними марками. Її вів у 1949 — 1983 роках Закордонний поштовий відділ Підпільної пошти України Закордонних Частин (Закордонний Поштовий Відділ Підпільної Пошти України Закордонних Частин) Організації українських націоналістів (ОУН).

## Випуски діаспори у Північній Америці
1957 року в Детройті було випущено ювілейну марку з нагоди 10-ї річниці переселення української капели бандуристів з німецького табору для переміщених осіб у США. Автором ідеї випуску цієї марки був член капели Петро Гончаренко, макет підготував художник Іван Яців, виходець із села Колінці на Івано-Франківщині.
Видання марки було позитивно оцінене українською діаспорою. Тому у 1960 році було прийнято рішення видавати марки щороку з нагоди різдвяних свят та для збору коштів на підтримку капели бандуристів та інших громадських проектів.
Згодом на марках з'явилися просвітницькі сюжети для ознайомлення західного світу з історичним минулим України та її визначними особистостями. Були випущені марки з портретами княгині Ольги, Володимира Святославовича, Івана Мазепи, Миколи Костомарова, Симона Петлюри, Михайла Грушевського, Володимира Винниченка та інших. Багато марок відображали різні життєві періоди Тараса Шевченка та Лесі Українки .
Значна кількість марок була присвячена українським дисидентам, зокрема Валентину Морозу, Василю Стусу, Анатолію Марченку, Аллі Горській, В'ячеславу Чорновілу, а також трагічним сторінкам в історії України.
Діаспорні марки дозволялося наклеювати листи, посилки та інші поштові відправлення поруч із поштовими марками США. Ідеологом цієї марочної акції аж до 1996 року був Петро Гончаренко, а художником 90 % марок є художник Іван Яців, мешканець Віндзора (Канада).

## Марки пластової пошти

Марка пластової пошти, присвячена 50-м роковинам організації Пласт: волинська писанка (Торонто, 1961)

Марки пластової пошти — непоштові марки, що видаються різними підрозділами української скаутської організації «Пласт». Їх почали випускати у різних країнах світу ще перед Другою світовою війною. Після війни марки пластової пошти випускалися у таборах українських біженців у Німеччині. З березня 1952 року пластові марки випускалися переважно на місцях нового поселення пластунів у Канаді, а згодом і у США.

## Пошта Майдану
Пошта Майдану (також Польова Пошта Майдану) — громадський проект, який виник під час подій Євромайдану у Києві у січні 2014 року. Мета проекту — розвиток української культури та історії в найкращих традиціях листування.

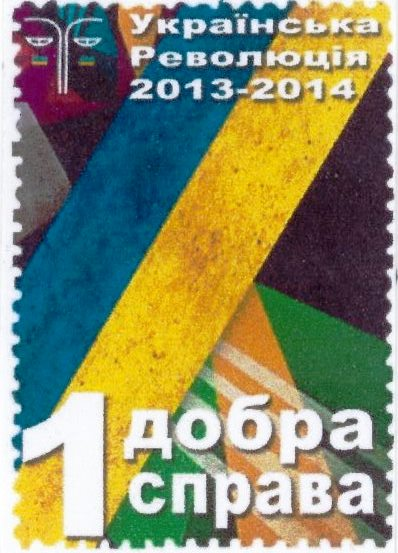
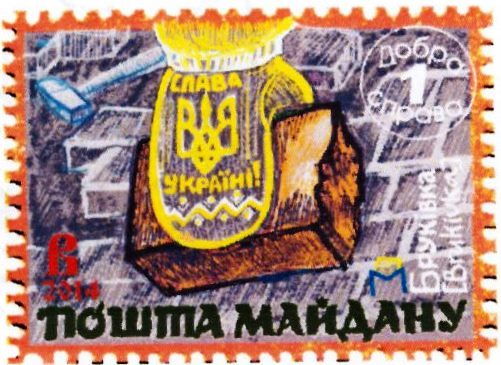
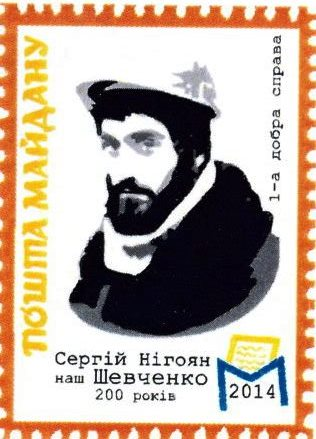
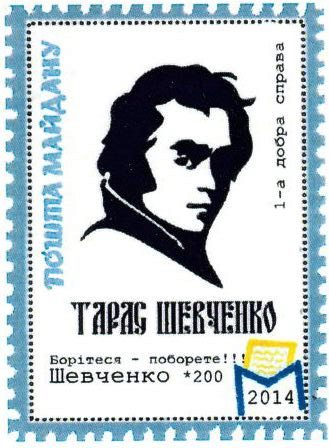
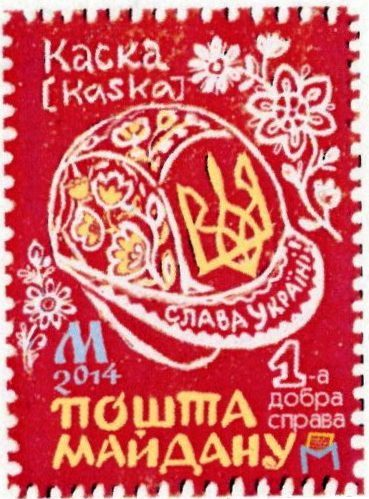
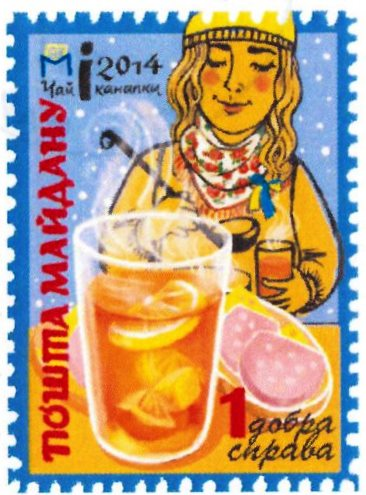
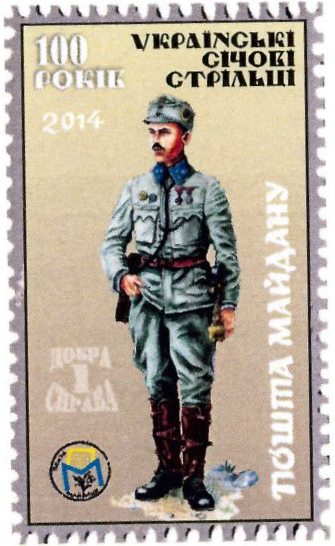
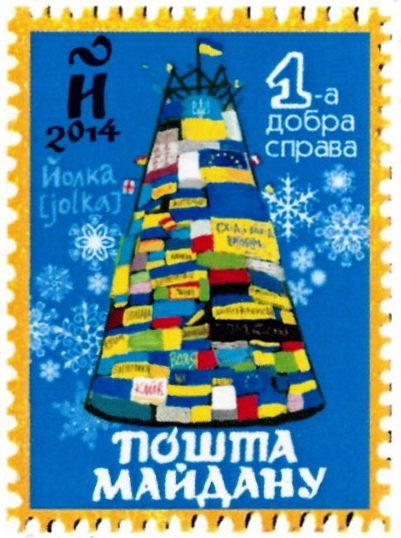
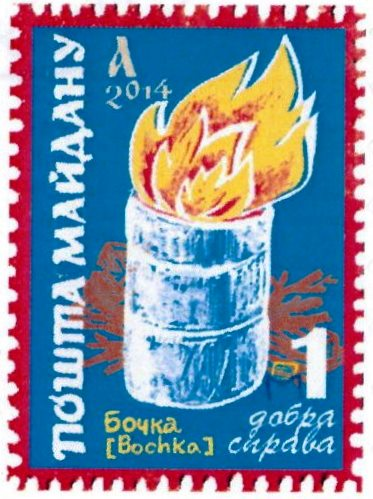
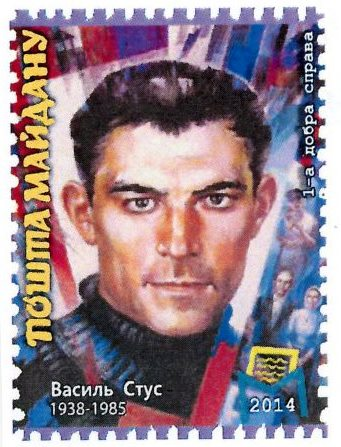

Марки Пошти Майдану

## Непоштові марки Радянської України
За радянських часів на території України поширювалися марки та віньєтки добровільних цільових зборів, включаючи благодійні збори. Наприклад, після Громадянської війни в Росії випускалися знаки з гаслом «Всі на допомогу безробітним!» та датою «1924 р.». Вони були виготовлені в друкарні «Києво-Друку», з дозволу Управління друку за № 3966, і відомі у двох номіналах: 5 копійок — сині та 10 копійок — рожеві; зустрічаються як гумовані, так і не гумовані, із зубцюванням і без такої.
Ще одним цікавим видом непоштових марок цього періоду є марки зборів міжнародної допомоги: 
|                                       |                                         |
| Марка МОДР «На допомогу політв'язням» | Членський квиток МОДР українською мовою |

За радянських часів на території України поширювалися марки та віньєтки добровільних цільових зборів, включаючи благодійні збори. Наприклад, після Громадянської війни в Росії випускалися знаки з гаслом «Всі на допомогу безробітним!» та датою «1924 р.». Вони були виготовлені в друкарні «Києво-Друку», з дозволу Управління друку за № 3966, і відомі у двох номіналах: 5 копійок — сині та 10 копійок — рожеві; зустрічаються як гумовані, так і не гумовані, із зубцюванням і без такої.
Крім того, широко поширювалися марки сплати членських внесків до різних добровільних товариств.
| Непоштові марки СРСР сплати членських внесків до українських добровільних товариств (1970 — 1980-і) | Непоштові марки СРСР сплати членських внесків до українських добровільних товариств (1970 — 1980-і) |
| --- | --------------------------------------------------------------------------------------------------- |
| | |
| Українське товариство охорони пам'яток історії та культури (1970-і; зліва направо): пам'ятники матросу П. Кішці (Севастополь), лейтенанту П. Шмідту (Миколаївська область), В. Леніну (Київ), «Легендарна тачанка» (Херсонська область) та на честь проголошення Радянської влади (Харків) | |

|                                                                     |                                                      |
| Республіканське товариство порятунку на воді Української РСР (1976) | Добровільне товариство автомотолюбителів УРСР (1981) |